# بارك أونسيك
بارك أونسيك (30 سبتمبر 1859 - 1 نوفمبر 1925) كان مؤرخًا كوريًا وثاني رئيس لحكومة جمهورية كوريا المؤقتة في شانغهاي خلال جزء من عام 1925. لقد انتخب رئيسًا بعد فترة وجيزة من إقالة إي سنغ مان من الرئاسة، لكنه سرعان ما توفي بسبب المرض بينما كان بمنصبه. خلفه يي سانغ ريونغ كرئيس.

## كتابات بارك أونسيك
- حجة الإصلاح الكونفوشيوسية الجديدة (هانغل: 유교구신론) في عام 1909.
- تاريخ كوريا المؤلم (هانغل: 한국통사) في عام 1919.
- التاريخ الدموي لحركة الاستقلال الكورية (هانغل: 한국독립운동지혈사) في عام 1920.